# Georgios Pisides
Georgios Pisides byl byzantský básník pocházející z Pisidie, jenž tvořil na počátku 7. století. Působil jako jáhen v chrámu Hagia Sofia a zúčastnil se tažení císaře Herakleia proti Sásánovcům. Z jeho díla jsou nejproslulejší básně oslavující Herakleiova vítězství, obsahující rovněž hodnotné historické informace.